# Vicent Assensio

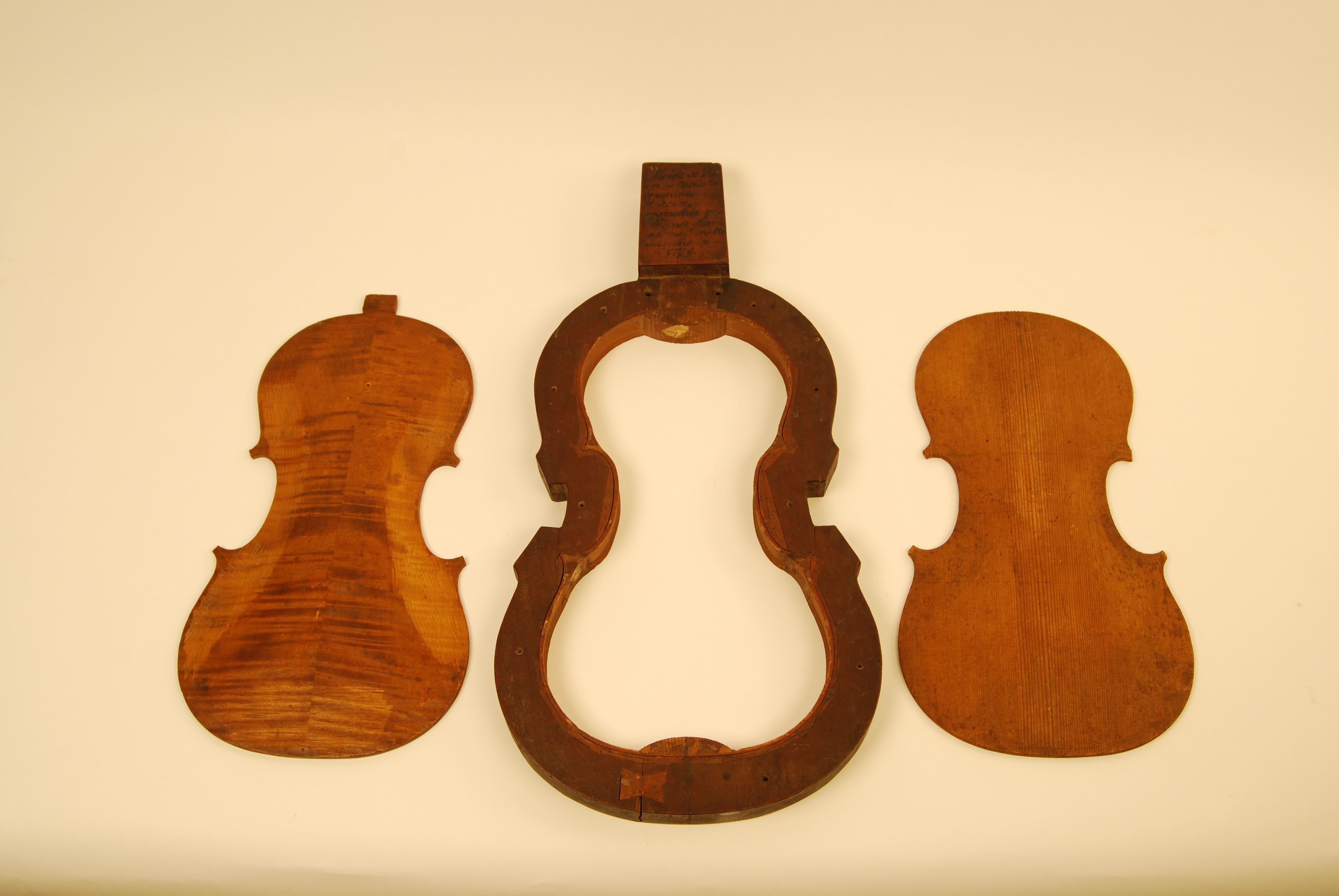
Motlle de violí fet per Vicent Assensio, MDMB 11217, al fons del Museu de la Música de Barcelona

Vicent Assensio (Assensio [Sáez], Vicente [Eusebio]. Fuentelaencina (Guadalajara), 15-12-1730; Madrid?, fou lutier.
Sacerdot espanyol i lutier que treballà a la cort de Madrid com a constructor i restaurador entre els anys 1773 i 1795, i també exercí d'òptic i astrònom. Conegut també com "El Curita" o "El Cura" per la seva condició de sacerdot. A la partida de naixement consten els seus pares, Manuel i Rosa, naturals de Pastrana (Guadalajara) i residents a Fuentelaencia. En aquest mateix poble també hi nasqué la seva germana Isabel, mare de Silverio Ortega, el seu deixeble i successor a Madrid com a violer de la Casa Reial. Es desconeix com va arribar a aprendre l'ofici de lutier, tot i que probablement fóra copiant instruments d'autors coneguts, als que tingué accés mentre tenia contacte amb la cort. Entre ells, va restaurar instruments dels següents lutiers: 23 Stradivari, 15 Amati, 6 Stainer, 2 Guarneri, 2 Gagliano, 1 Duclos, 1 Contreras, 1 Guillamí i un violí d'ell mateix.
La seva sort de viure una època d'or de la música a la Capella Reial de Madrid va permetre que passessin per les seves mans nombrosos instruments dels millors lutiers que li serviren de model i aprenentatge per a les seves futures construccions. Els seus violins i violoncels són d'una extraordinària factura i d'una sonoritat àmplia i potent, comparable al timbre italià.
L'etiqueta de l'instrument més antic que es coneix amb la seva marca, un violí d'una col·lecció privada, datat del 1770, diu:
| « | "Vicentius Assensio Pxesb. / Feciebat Matti anno Dni / 1770 (dibuix d'una S horitzontal) | » |

A més a més de l'etiqueta impresa a l'interior dels seus instruments, signava també amb una V i una A entrecreuades, encunyades al taló.